# Кышла (Теленештский район)
Кышла (рум. Cîşla) — село в Теленештском районе Молдавии. Относится к сёлам, не образующим коммуну.

## География
Село расположено на высоте 102 метров над уровнем моря.

## Население
По данным переписи населения 2004 года, в селе Кышла проживает 845 человек (417 мужчин, 428 женщин).
Этнический состав села:
| Национальность | Число жителей | Процентный состав |
| -------------- | ------------- | ----------------- |
| молдаване      | 841           | 99.53             |
| румыны         | 3             | 0.36              |
| украинцы       | 1             | 0.12              |
| Всего          | 845           | 100%              |